# Liste der Monuments historiques in Sainte-Geneviève (Meurthe-et-Moselle)
Die Liste der Monuments historiques in Sainte-Geneviève führt die Monuments historiques in der französischen Gemeinde Sainte-Geneviève auf.

## Liste der Immobilien
| Bezeichnung          | Beschreibung           | Standort                           | Kennzeichnung | Schutzstatus | Datum | Bild           |
| -------------------- | ---------------------- | ---------------------------------- | ------------- | ------------ | ----- | -------------- |
| Kirche Ste-Geneviève | ab dem 12. Jahrhundert | Place Monseigneur Thouvenin (Lage) | PA00106359    | Inscrit      | 1926  | weitere Bilder |